# Milovan Rajevac
Milovan Rajevac (Servisch: Милован Рајевац) (Čajetina, 2 januari 1954) is een Servisch voetbaltrainer en voormalig voetballer. Hij werd in september 2021 aangesteld als bondscoach van Ghana, waarmee hij deelnam aan het Afrikaans kampioenschap voetbal 2021.

## Spelerscarrière
Als speler was Rajevac actief voor meerdere clubs in Joegoslavië. FK Borac Čačak, Rode Ster Belgrado, FK Vojvodina, opnieuw Borac Čačak, en FK Sloboda Užice. Tussendoor stond hij ook nog onder contract bij het Amerikaanse New York Arrows (onder de naam "Mike Rajevac") en bij Lunds BK in Zweden.

## Trainerscarrière
Na zijn loopbaan als speler werd Rajevac coach bij zijn voormalige club FK Borac Čačak. Hij sleet hierna vele clubs als werkgever, namelijk KSF Srbija Malmö, FK Sloboda Užice, FV Progres Frankfurt, FK Železnik, Beijing Guoan (als assistent), Rode Ster Belgrado, Al-Sadd (ook als assistent), FK Vojvodina en opnieuw FK Borac Čačak. In augustus 2008 werd de Serviër aangesteld als bondscoach van Ghana. Hij bereikte de finale van de Africa Cup 2008 (1–0 verlies tegen Egypte) en de kwartfinale van het WK 2010 (na strafschoppen 4—2 verloren van Uruguay). Na zijn vertrek bij Ghana werd hij coach van Al-Ahli. In februari 2011 werd hij bondscoach van Qatar. In augustus van datzelfde jaar werd hij echter weer ontslagen.